# Kaspar Heinrich von Rosenkampff
Kaspar Heinrich von Rosenkampff (* 1734; † 17. Mai 1790) war ein deutsch-baltischer Adliger und schwedischer Freiherr. Er war estländischer Landrat sowie stellvertretender Landmarschall und vertrat die Livländische Ritterschaft als Deputierter am russischen Hof.

## Leben
Kaspar Heinrich v. R. studierte ab 1753 an der Albertus-Universität Königsberg Rechtswissenschaften. Von 1763 bis 1766 war er  Assessor am Landgericht  Dorpat.  1772 wurde er zum Kreisdeputierten im Kreis Dorpat gewählt. Von 1774 bis 1783 war er Landrat in Livland und von 1775 bis 1777 stellvertretender Landmarschall in Livland. Am 5. März des Jahres 1774 wurde ihm vom Landtag das Indigenat zugesprochen. Als Delegierter der Livländischen Ritterschaft war er von 1779 bis 1780 nach Sankt Petersburg entsandt worden und setzte sich am Zarenhof für die Allodifizierung der Lehen ein, in dieser Periode kam es zur sogenannten „Rosenkampff-Affäre“, die zu seiner Absetzung führte. Zu seinen Besitzungen gehörten: Kersel , Hermannsberg (Estl., seit 1760), Ludenhof u. Wissust (Livl., seit 1765).

## Affäre Rosenkampff
Kaspar Heinrich von Rosenkampff vertrat, gemeinsam mit weiteren Abgesandten der Livländischen Ritterschaft, im Jahre 1779 in Sankt Petersburg die livländischen Anliegen. Als livländischer Landrat war Rosenkampff, bei dem Friedrich Konrad Gadebusch in den 1750er Jahren als Hauslehrer unterrichtet hatte, 1779 durch Schulden und Unterschlagung in Sankt Petersburg auch bei der Herrscherin Katharina II. in Misskredit geraten, sie forderte den Gouverneur von Livland Georg Browne auf, diese Angelegenheit zu klären. Der damalige  Justizbürgermeister  von Dorpat Friedrich Konrad Gadebusch war nicht nur ein Freund von Rosenkampff, sondern er vertrat ihn auch als sein Rechtsberater. Er erstellte für ihn Gutachten, Entwürfe, Reden und Stellungnahmen, so auch Rapporte für die Zarin. Katharina äußerte über Rosenkampff: „Dieser Mensch hat mich seit vielen Monaten mit vielen absurden Projekten gequält“, womit mit sie auch die Projekte gemeint haben kann, die von Gadebusch stammten. In Folge dieser Affäre wurde Rosenkampff  1783 vom Livländischen Hofgericht wegen Urkundenfälschung und Veruntreuung von Geldern zu lebenslänglicher  Zuchthausstrafe verurteilt. Das Livländische Landgericht enthob ihn aller seiner Ämter und strich ihn aus der Adelsmatrikel der Livländischen Ritterschaft.

## Herkunft und Familie

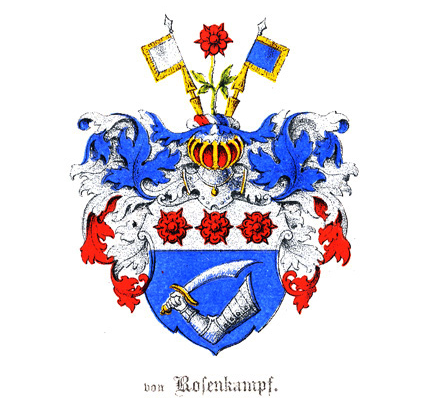
Wappen der schwedischen Adelsfamilie Rosenkampff

Kaspar Heinrich von Rosenkampff stammte aus dem schwedischen Familienast Rosenkampff des deutsch-baltischen Adelsgeschlecht Rehekampff. Sein Vater war der Assessor Reinhold Johann von Rosenkampff (* um 1705, † um 1784), Herr auf Kersel, Jegel, Arras und Kudding, der mit Juliana Charlotta von Anrep verheiratet war. Kaspar Heinrich heiratete 1758 Juliana Katharina von Hagemeister (* 10. September 1742, † 19. Juli 1805 in Kachkowa (Kirchspiel  Räpina)), ihre Nachkommen waren:
- Charlotta Katharina von Rosenkampff (* 1763) ⚭ Otto Georg von Ungern-Sternberg (* 1763), russischer Major
- Gustav Adolph von Rosenkampff (1764–1832), russischer Staatsrat, finnischer Freiherr 1812
- Dorothea Anna Christina von Rosenkampff ⚭ Gustav Adolf von Clodt, Major
- Kaspar Heinrich von Rosenkampff (1764–1818), Major und Kollegienrat ⚭ Anna Karolina Louise von Ceumern (1768–1810)
  - Karl von Rosenkampff (1793–1846), Kanalbauingenier, Generalmajor und finnischer Freiherr 1812